# Wapen van Swaziland

Wapen van Swaziland

Het wapen van Swaziland heeft centraal een blauw Ngunischild, waarop traditionele wapens zijn afgebeeld. Schildhouder aan de rechterkant (links op de afbeelding) is een leeuw en rechts een olifant, beide in hun natuurlijke kleuren. De leeuw symboliseert de koning, de olifant de moeder van de koning.
Op het schild ligt een geel-blauwe wrong met daar boven op de verentooi van het Emasotsharegiment. Normaal werd deze tooi gebruikt bij het offerfeest. Geheel onderaan staat een band met de tekst: Siyinqaba (Wij zijn de vesting).
Algerije · Angola · Benin · Botswana · Burkina Faso · Burundi · Centraal-Afrikaanse Republiek · Comoren · Congo-Brazzaville · Congo-Kinshasa · Djibouti · Egypte · Equatoriaal-Guinea · Eritrea · Ethiopië · Gabon · Gambia · Ghana · Guinee · Guinee-Bissau · Ivoorkust · Kaapverdië · Kameroen · Kenia · Lesotho · Liberia · Libië · Madagaskar · Malawi · Mali · Marokko · Mauritanië · Mauritius · Mozambique · Namibië · Niger · Nigeria · Oeganda · Rwanda · Sao Tomé en Principe · Senegal · Seychellen · Sierra Leone · Soedan · Somalië · Swaziland · Tanzania · Togo · Tsjaad · Tunesië · Westelijke Sahara · Zambia · Zimbabwe · Zuid-Afrika · Zuid-Soedan
Afhankelijke gebieden:
Brits Territorium in de Indische Oceaan · Canarische Eilanden · Ceuta · Melilla · Madeira · Mayotte · Réunion · Sint-Helena · Tristan da Cunha